# Eremitage Schwaz
Die Eremitage Schwaz in der österreichischen Stadt Schwaz wurde 1962 von Gert Chesi als Galerie gegründet. 1974 wurde die Eremitage zu einem Kulturverein und zu einem der ersten Jazzclubs in Österreich.

## Gründung Jazzclub, Studio 12 & Galerie Eremitage
1958 gründete Chesi den ersten Jazzclub Westösterreichs, das „Studio 12“ in Schwaz. Für Chesi bedeutete Jazz ein Bekenntnis zur Freiheit und Befreiung. Er fügte sich nicht in die konservative, prüde und beengende Welt  des Kleinbürgertums der Nachkriegszeit. Das „Studio 12“ und der gespielte Jazz provozierte die Schwazer Bevölkerung, die mit der „Negermusik“ nicht viel anzufangen wusste.
1963 wurde Gert Chesi freier Mitarbeiter des ORF und veranstaltete den „Schwarzer September,“ ein Musik- und Kunstfestival in Schwaz.
1964 folgte die Eröffnung der Galerie „Eremitage Schwaz“.
Künstler wie Ernst Fuchs, Hilde Goldschmidt und Hans Staudacher stellten in der Eremitage aus.
In den folgenden Jahren  wandelte Chesi diese Kultureinrichtung von einer Galerie zu einem Jazzclub,  ein Lokal für Querdenker, Alternative, Revoluzzer, Intellektuelle, Freigeister, Künstler, Jugendliche etc.
Aus diesen Anfängen der Jazzmusik in Tirol entwickelte sich ein internationales Forum, in dem amerikanische, japanische brasilianische und europäische Jazzgrößen dieser Zeit aufgetreten sind. Gemeinsam mit Jup Rathgeber gehörte er zu den Wegbereitern der avantgardistischen Schwazer Kunst- und Kulturszene. Heute zählt die Eremitage in Schwaz zu den ältesten österreichischen Jazzclubs und ist ein Liebling der Stars.
Zu den Jazzkünstlern der ersten Stunde zählen Peter Abbrederis, Herbert Gugelberger, Helmut Erhard, Werner Kreidl und Gert Chesi.
Weiter traten zum Beispiel Chick Corea, Gilberto Gil, Lester Bowie, Gerry Hemingway, Meredith Monk, Dave Holland, Art Ensemble of Chicago, George Russel, Don Moye, Dino Saluzzi und Kelvyn Bell  in Schwaz auf.
Die Eremitage ist ein fixer Bestandteil der Tiroler Kulturszene und wird als Kulturcafé und Kulturrestaurant geführt. Regelmäßig finden internationale Jazzkonzerte und Kleinkunstprojekte statt.
Seit 2014 ist das Lokal an Peter Troyer verpachtet. Die kulturellen Veranstaltungen werden vom wieder neu gegründeten Kulturverein Eremitage Schwaz unter der Leitung von Mag. Reinhard Schwitzer und Peter Troyer veranstaltet.

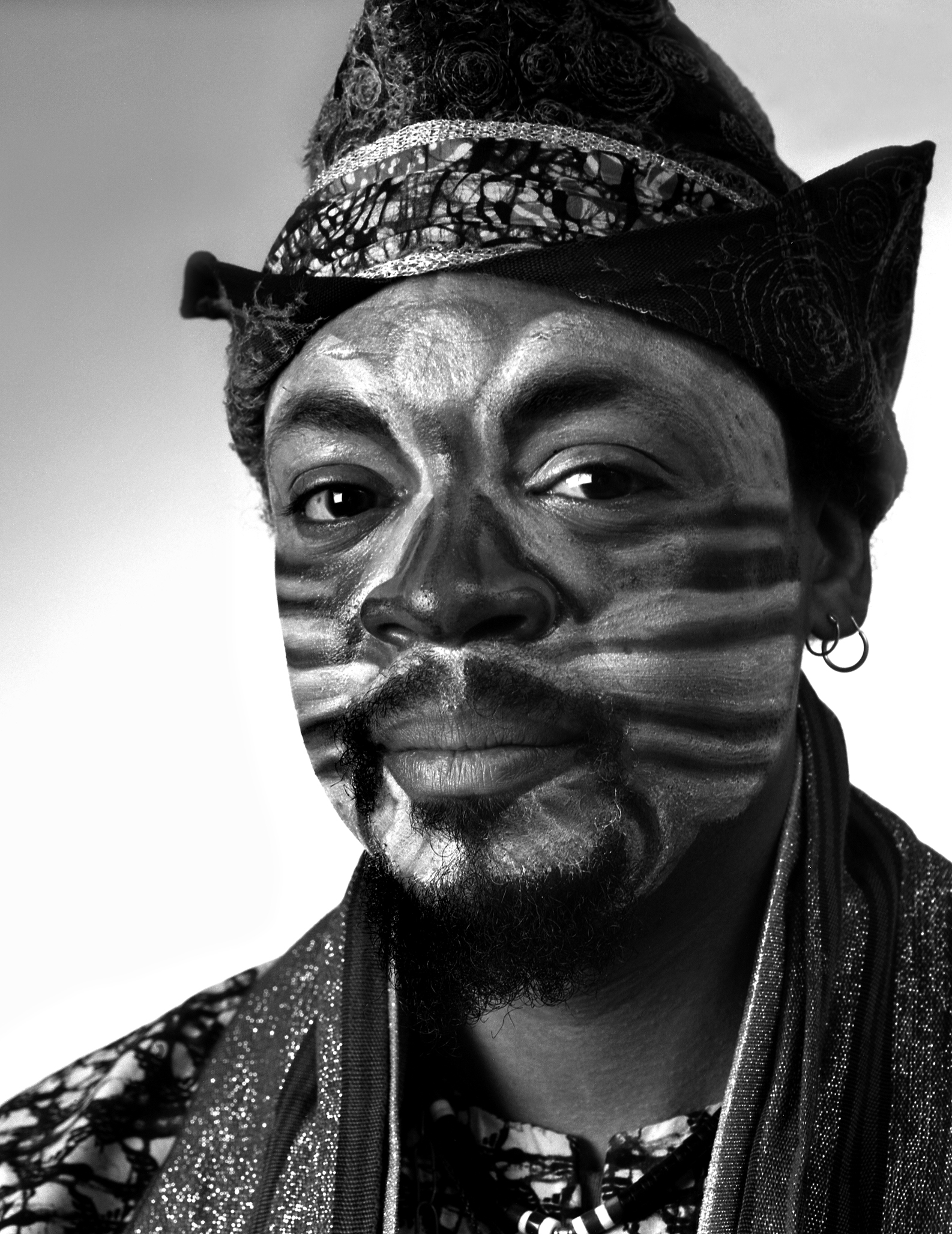
Don Moye
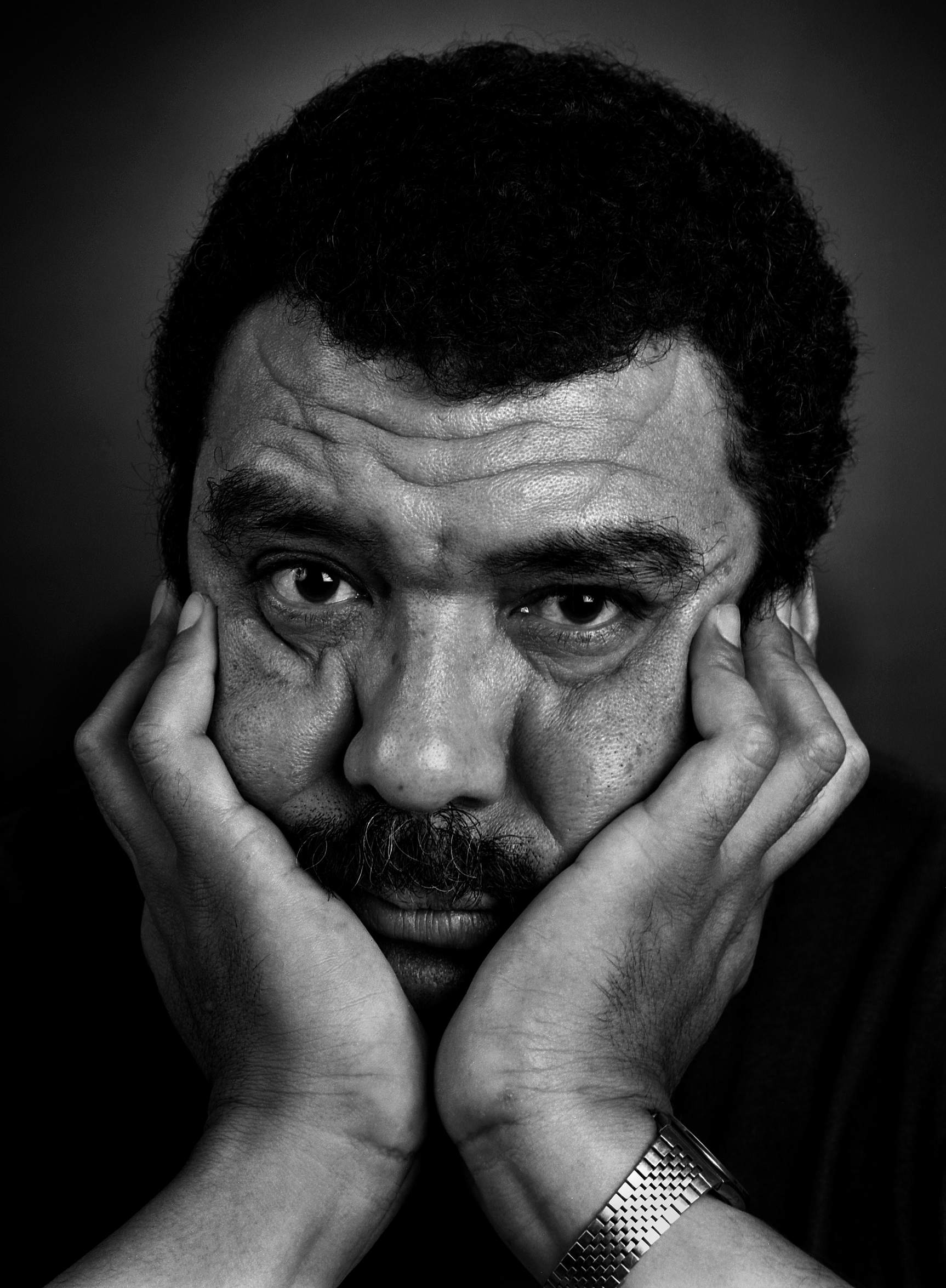
Dino Saluzzi
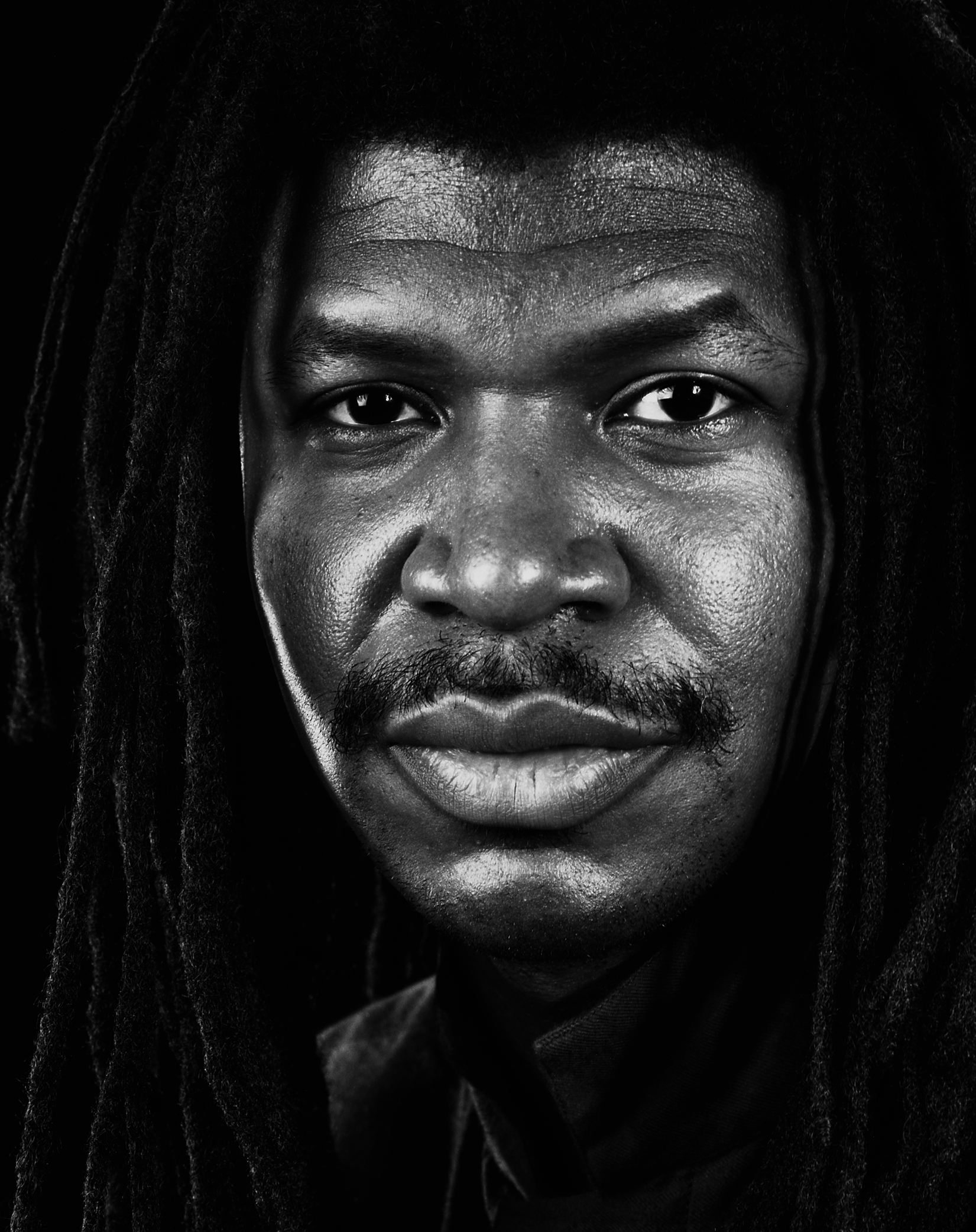
Kelvyn Bell
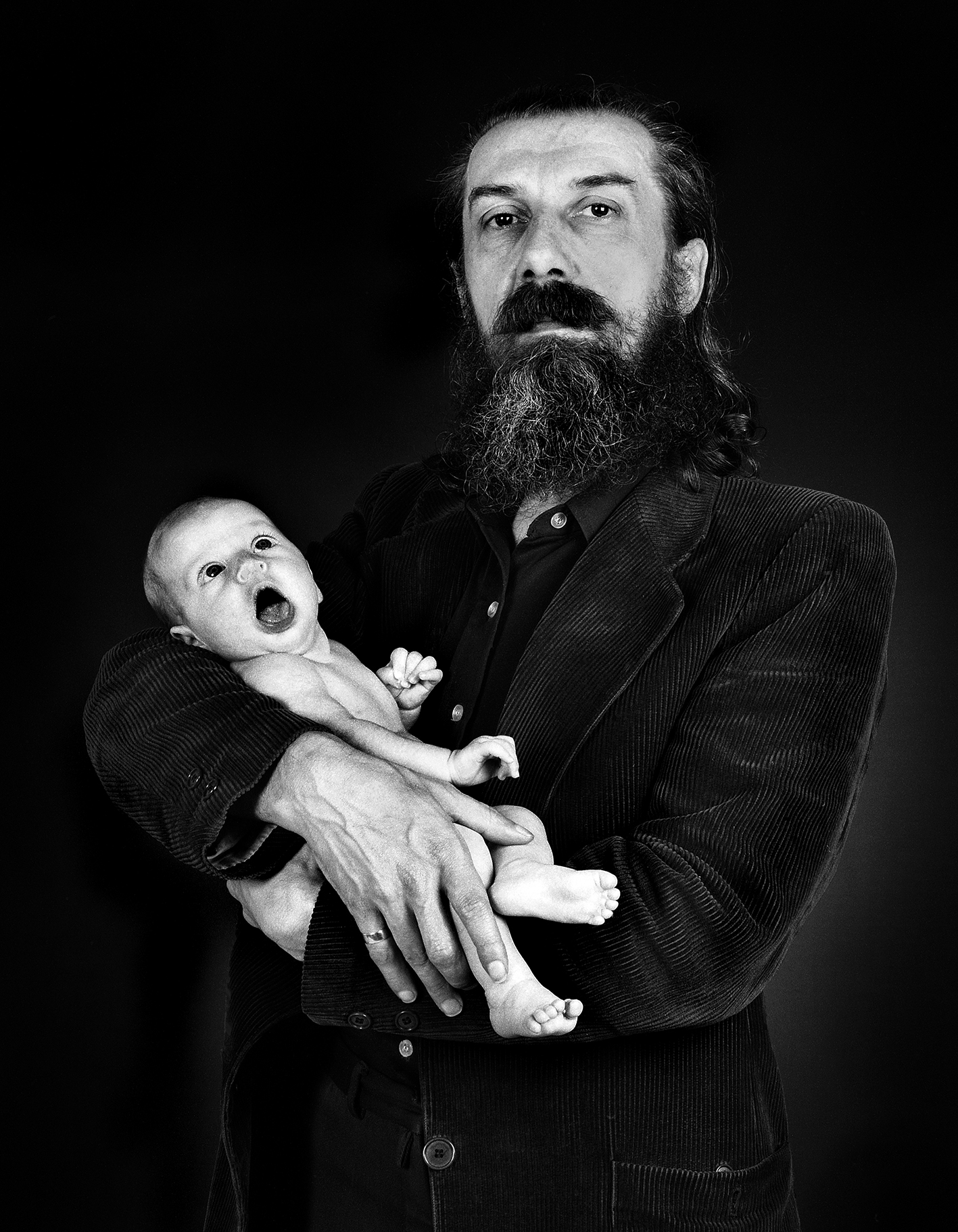
Jup Rathgeber

## Veranstaltungen
- Alvin Queen[10]
- Myra Melford[11]
- Don Byron[12]
- Meena & Chris Fillmore Band[13]
- Steven Henshaw[14]
- Open Stage, eine Bühne für den Tiroler Nachwuchs[15]
- The Rick Hollander Quartett featuring Brain Levy
- Vincent Herring & Soul Chemistry
- Davied Friesen & Joe Mains
- Helga Plankensteiner & Plankton feat. Matthias Schriefl
- Karl Ratzer Quintett
- David Helbock`s Random / Control
- Kollegium Kalksburg
- Norisha Campbell
- Brother Dege
- Manfred Mann Earth Band & Krakatao
- und vieles vieles mehr wie Lesungen und Kabarett

## Ausstellungen
- 1963 Helmut Kies[16]
- 1963 Helmut Kurz-Goldenstein[17]
- 1963 Rudolf Kreuzer
- 1968 Valentin Oman[18]
- 1974 Anton Christian[19]
- 1974 Afrikanische Kunst aus Privatsammlungen[20]
- 1975 Hans Müller